# La forza della vita (fumetto)
La forza della vita è un romanzo a fumetti di Will Eisner pubblicato per la prima volta negli Stati Uniti d'America nel 1988.
La storia è divisa in capitoli fra i quali sono inseriti ritagli di giornali che aiutano a capire il contesto storico nel quale si muovono i personaggi. Si basa sulla lotta tra uomini e scarafaggi. Il protagonista, Jacob Shtarkah, si chiede in cosa è diverso dagli scarafaggi in quanto come loro cerca di sopravvivere, ha avuto una discendenza, come loro deve subire le umiliazioni della vita; come loro però, ha anche una forza vitale incredibile che gli consente di rialzarsi dopo ogni delusione e che gli dà la spinta per continuare. A differenza di uno scarafaggio può vivere in funzione di un sogno da realizzare, di un progetto da portare a compimento, e tutto ciò altro non è se non la base della forza vitale dell'uomo, ciò che lo spinge ad andare avanti, a non arrendersi.

## Trama
Negli USA della metà degli anni trenta, durante la Grande depressione, la crisi economica dovuta al crollo in Borsa e aggravato da un grande afflusso di immigranti, anche clandestini, che premono alle porte del paese in cerca di un lavoro, o di fuggire da governi intolleranti e dispotici. La vita, pertanto, è molto difficile e nessuno per tutti. Tanti sopravvivono ogni giorno come meglio possono e Jacob e la sua famiglia (la moglie Rifka e i figli Daniel e Rebecca) incrociano le strade con altre persone, la cui esistenza stessa, alla fine, darà un senso alla fatica e al lavoro quotidiano. Così, tra problemi col clima, con la disoccupazione, con le proteste di sindacati particolarmente violenti, con loschi figuri, Jacob si domanda quale sia la differenza tra lui ed uno scarafaggio.